# Pál Lázár
Pál Lázár (ur. 11 marca 1988 w Debreczynie) – węgierski piłkarz, grający na pozycji obrońcy.

## Kariera klubowa
Lázár profesjonalną karierę rozpoczął w klubie FC Sopron. Latem 2007 roku przeniósł się do mało znanego rumuńskiego klubu Liberty Oradea, jednak po kilku miesiącach powrócił na Węgry i został zawodnikiem Videoton FC. Spędził w tym zespole 3,5 roku. W lipcu 2011 roku za 600 tysięcy euro został sprzedany do tureckiego Samsunsporu. Spędził w tym zespole rok i powrócił do rodzinnego kraju. W sezonie 2012/13 był graczem klubu Pécsi Mecsek FC, a latem 2013 roku podpisał umowę z Debreceni VSC. W 2016 przeszedł do Diósgyőri VTK, a w 2017 do Mezőkövesd Zsóry FC.

## Kariera reprezentacyjna
W reprezentacji Węgier zadebiutował 3 września 2010 roku w meczu eliminacji mistrzostw Europy przeciwko Szwecji. Na boisku przebywał przez pełne 90 minut, a mecz zakończył z żółtą kartką na koncie.
| Mecze i gole w reprezentacji | Mecze i gole w reprezentacji | Mecze i gole w reprezentacji | Mecze i gole w reprezentacji | Mecze i gole w reprezentacji | Mecze i gole w reprezentacji | Mecze i gole w reprezentacji |
| #                            | Data                         | Stadion                      | Rywal                        | Wynik                        | Gol                          | Rozgrywki                    |
| 2010                         | 2010                         | 2010                         | 2010                         | 2010                         | 2010                         | 2010                         |
| ---------------------------- | ---------------------------- | ---------------------------- | ---------------------------- | ---------------------------- | ---------------------------- | ---------------------------- |
| 1.                           | 03.09.2010                   | Solna, Szwecja               | Szwecja                      | 0:2                          | 0                            | El. ME 2012                  |
| 2.                           | 07.09.2010                   | Budapeszt, Węgry             | Mołdawia                     | 2:1                          | 0                            | El. ME 2012                  |
| 3.                           | 17.11.2010                   | Székesfehérvár, Węgry        | Litwa                        | 2:0                          | 0                            | towarzyski                   |
| 2011                         |                              |                              |                              |                              |                              |                              |
| 4.                           | 09.02.2011                   | Dubaj, ZEA                   | Azerbejdżan                  | 2:0                          | 0                            | towarzyski                   |
| 5.                           | 29.03.2011                   | Amsterdam, Holandia          | Holandia                     | 3:5                          | 0                            | El. ME 2012                  |
| 6.                           | 11.11.2011                   | Budapeszt, Węgry             | Liechtenstein                | 5:0                          | 0                            | towarzyski                   |

## Sukcesy
Videoton
- Mistrzostwo Węgier: 2011
- Puchar Ligi Węgierskiej: 2008, 2009

Debreceni VSC
- Mistrzostwo Węgier: 2014